# Baranki (powiat białostocki)
Baranki – wieś w Polsce położona w województwie podlaskim, w powiecie białostockim, w gminie Juchnowiec Kościelny.
Prawosławni mieszkańcy wsi należą do parafii Podwyższenia Krzyża Pańskiego w Kożanach, a wierni kościoła rzymskokatolickiego do parafii Niepokalanego Poczęcia Najświętszej Maryi Panny w Tryczówce.

## Historia
W 1795 była to wieś królewska znajdująca się w starostwie suraskim w ziemi bielskiej województwa podlaskiego.
Według Pierwszego Powszechnego Spisu Ludności z 1921, wieś Baranki liczyła 35 domostw i zamieszkiwało ją 261 osób. 164 mieszkańców zadeklarowało wówczas wyznanie rzymskokatolickie, a pozostałych 97 wyznanie prawosławne. Jednocześnie polską przynależność narodową zgłosiło 245 mieszkańców, a białoruską 16.
W latach 1975–1998 miejscowość administracyjnie należała do województwa białostockiego.